# قدس‌الاقداس
کُدِش‌ها کُدِشیم معرب به قدس القداس عبارتی است که در کتاب مقدس عبری آورده شده‌است. این مکان مرکزی‌ترین بخش یک کنیسه است که میشکان نامیده می‌شود.

## در اسراییل قدیم

### میشکان
قدس الاقداس به وسیله یک پرده پوشانده شده بود. هیچ‌کس غیر از کاهن اعظم اجازه وارد شدن به آن را نداشت. کاهن اعظم نیز تنها یکروز در سال در روز یوم کیپور برای ارائه خون قربانی و عود در برابر صندلی بخشش وارد می‌شد. وقتی اولین بارها میشکان در بیابان برپا شد ابری از جانب خداوند آن را احاطه می‌کرد. بر اساس نوشته تورات قدس الاقداس مکان تابوت عهد بود که بر روی آن دو فرشته چروبیم قرار داشتند. خداوند از بین دو فرشته با موسی صحبت می‌کرد.

### هیکل سلیمان
قدس الاقداس در هیکل سلیمان لایه درونی معبد بود که یک مکعب کامل به ابعاد ۲۰ کیوبیت در ۲۰ کیوبیت در ۲۰ کیوبیت بود. درون آن کاملاً تاریک بود و تابوت عهد در آن نگهداری می‌شد. بر اساس تورات درون تابوت نسخه اصلی ده فرمان و عصای هارون و یک ظرف گزانگبین (غذایی که در بیابان به اسراییلیان فرستاده شد) وجود داشت.

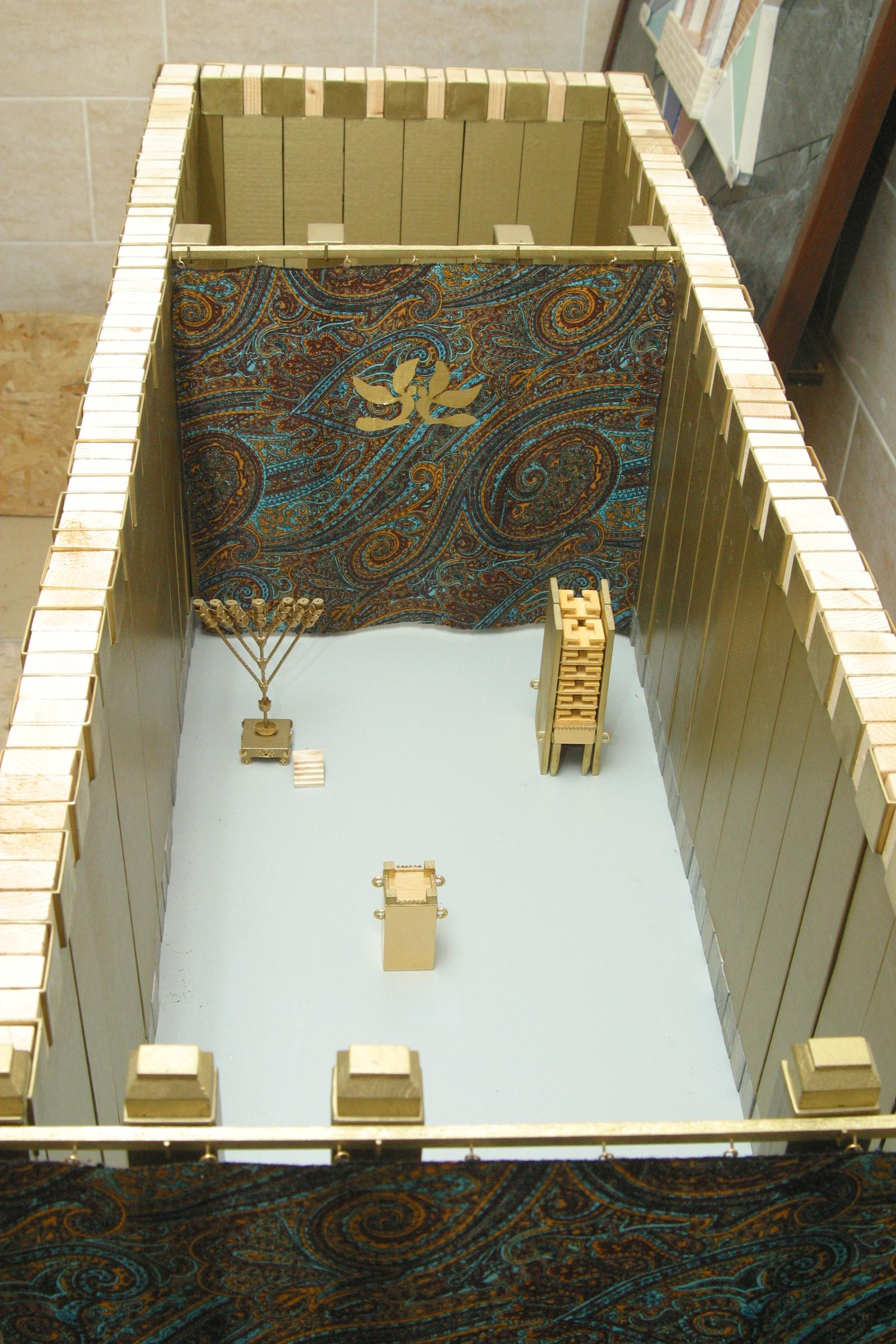
مدل میشکان که در آن قدس الاقداس با پرده مشخص شده‌است.

### معبد دوم
وقتی معبد دوم بعد از آزادی یهودیان از بابل در زمان هخامنشیان بازسازی شد تابوت عهد دیگر در بین یهودیان نبود. از این رو قدس الاقداس دارای قسمتی بود که نشانگر محلی بود که تابوت عهد باید در آن قرار می‌گرفت. یوسفوس فلاویوس تاریخدان یهودی نوشته‌است که بعد از شکست اورشلیم پمپی فرمانده رومی وارد قدس الاقداس شده و آن را بی حرمت کرد.